# Mariusz Rowicki
Mariusz Rowicki (ur. 5 sierpnia 1985) – polski judoka i trener judo.
Były zawodnik UKJ Ryś Warszawa (1999-2007). Trzykrotny medalista mistrzostw Polski seniorów w kategorii do 60 kg: złoty w 2006, srebrny w 2005 i brązowy w 2007. Ponadto m.in. młodzieżowy mistrz Polski 2006 i mistrz Polski juniorów 2002. Uczestnik młodzieżowych mistrzostw Europy 2006. Trener w klubie judo Lemur Warszawa.